# Tomaida z Lesbos
Tomaida z Lesbos, również Tomaida z Konstantynopola, cs. Prepodobnaja Fomaida Konstantinopolskaja, Leswijskaja (ur. na Lesbos, zm. w Konstantynopolu) – chrześcijanka żyjąca w X wieku, mniszka, święta Kościoła prawosławnego, czczona lokalnie w Grecji.
Urodziła się, jako córka Michała i Kali, na greckiej wyspie Lesbos. Wraz z rodzicami przeprowadziła się do Konstantynopola, gdzie osiągnęła doskonałość duchową. W wieku 24 lat wyszła  za mąż za Stefana, z którym nie była szczęśliwa. Po śmierci ojca, matka została lokalną mniszką, potem przełożoną klasztoru Mikra Romaiu.
Tomaida, znosząc brutalność męża, odwiedzała kościoły i zajmowała się chorymi. Zmarła w wieku 38 lat. Pochowana została w klasztornym westybulu Mikra Romaiu w Konstantynopolu.
Uzdrowienia, które wkrótce miały miejsce przy jej grobie, wpłynęły na rozpowszechnienie jej kultu.
Jej wspomnienie liturgiczne, z uwagi na liturgię według kalendarza juliańskiego, obchodzone jest 3/16 stycznia. W synaksarionach ujęta została pod dniem 3 czerwca (16 czerwca).